# Izumi Patera
Izumi Patera is een caldeira op de planeet Venus. Izumi Patera werd in 1985 genoemd naar Izumi Shikibu, een Japanse dichteres uit de 10e eeuw.
De caldeira heeft een diameter van 74 kilometer en bevindt zich in de quadrangles Pandrosos Dorsa (V-5) en Ganiki Planitia (V-14).